# Louis Bouvet
Pour les articles homonymes, voir Bouvet.
Louis Charles Pierre Bouvet, mort le 27 aout 1923, est un chansonnier et dramaturge français.

## Biographie
On lui doit les paroles d'une centaine de chansons sur des musiques, entre autres, d'Eugène Poncin et de Félicien Vargues, ainsi que des pièces de théâtre et des livrets d'opérette.
Son plus gros succès est son opérette Arlette qui triomphe à Londres en 1911.
Louis Bouvet était membre de la Société des auteurs et compositeurs dramatiques depuis 1897.

## Œuvres
- 1898 : L'Hôtel du Lac bleu, vaudeville en 1 acte avec Charles Darantière[4], au Concert Parisien (1er octobre)
- 1900 : Dupont et Dupont, bouffonnerie militaire
- 1900 : Nos bons touristes, folie-vaudeville en un acte
- 1900 : Un drame en Marne, folie-vaudeville en 1 acte avec Alphonse Gramet[5]
- 1900 : Le Petit Assommoir, bouffonnerie en 9 tableaux, mêlés de chants, avec Louis Schmoll[6], à la Gaîté-Rochechouart (29 novembre)
- 1900 : Trois Hercules pour une femme, vaudeville en 1 acte, au Concert de l'Excelsior (14 décembre)
- 1901 : Échange de bals, vaudeville en 1 acte avec Louis Schmoll, au Concert de l'Époque (22 février)
- 1901 : A la légion étrangère, fantaisie militaire en 1 acte avec Benjamin Lebreton
- 1901 : L'Ami Chambardel, comédie-vaudeville en 1 acte avec Gaston Arribat
- 1901 : A propos de bottes, vaudeville en 1 acte
- 1901 : Le Congrès des cocottes, folie-vaudeville en 1 acte avec Louis Schmoll
- 1901 : Le Drapeau du régiment, pièce en 1 acte, avec Benjamin Lebreton
- 1902 : Bonne nuit, Tardiveau !, fantaisie humoristique en 1 acte avec Frédéric Muffat
- 1902 : La Chanson de Florentin, opérette en 1 acte, musique d'Eugène Poncin
- 1902 : Les Cinq à sept de chez Pétrone, ou le vrai Quo vadis ? , bouffonnerie à grand spectacle en 2 tableaux, ou en 1 à volonté
- 1902 : Les Cinq sous de Lavarenne, ou l'Héritage de Malassis, vaudeville en 1 acte et 3 tableaux avec Frédéric Muffat
- 1902 : La Clémence d'Auguste, comédie en 1 acte
- 1902 : Le Codicille, opérette en 1 acte, musique d'Eugène Poncin
- 1903 : L'Hameçon, vaudeville en 3 actes avec Louis Péricaud et Charles Darantière, au Trianon (20 février)
- 1903 : Je ne me gêne pas avec Ernest, vaudeville en 1 acte avec Charles Darantière, au théâtre Déjazet (30 mai)
- 1903 : Le Bigame de la Bastille, vaudeville en 1 acte avec Frédéric Muffat
- 1903 : Cornuflot à la gale, vaudeville en un acte avec Frédéric Muffat
- 1903 : La Course au sac, vaudeville en 1 acte avec Gaston Arribat
- 1904 : L'Enfer, tout le monde descends !, pièce en 2 actes avec Charles Darantière et J. Emmecé[7], au théâtre de La Fauvette (15 janvier)
- 1904 : Le Prince qu'on sort !, pièce fantaisie en 2 actes avec Charles Darantière, Gaston Arribat et J. Emmecé, à Bobino (28 octobre)
- 1905 : Auvergnat par amour !, vaudeville en un acte
- 1905 : Arlette, opérette en 3 actes, livret de Claude Roland et Louis Bouvet, musique de Jane Vieu
- 1906 : Une nuit de manœuvres, bouffonnerie militaire en 1 acte avec Charles Darantière
- 1906 : Aphrodinette, opérette-fantaisiste en 2 actes et 4 tableaux, livret de Louis Bouvet et Charles Darantière, musique de Jules Walter, au théâtre de la Pépinière (26 janvier)
- 1906 : Le Carillon de Saint-Arlon, opérette en 3 actes et 4 tableaux, livret de Louis Bouvet et Charles Darantière, musique de Gaston Meynard
- 1906 : Pas mal ! et vous ?, revue en 2 actes avec Charles Darantière, au théâtre de la Pépinière (13 octobre)
- 1908 : Un comte... à dormir debout, opérette-bouffe en un acte
- 1908 : La Belle aux cheveux d'or, opérette en 3 actes, livret de Louis Bouvet, Émile Herbel et Arthur Verneuil, musique d'Eugène Poncin
- 1908 : Le Capitaine Montenl'air, pièce en 2 actes et 4 tableaux avec Émile Herbel
- 1909 : Ben ! quoi d'neuf ?, revue en 1 acte avec Charles Darantière, au théâtre de la Pépinière (5 mars)
- 1911 : La Cocotte en loterie, vaudeville en 2 actes et 3 tableaux avec Charles Darantière et Gaston Arribat, aux Folies-Bergère du Havre (21 avril)
- 1913 : Le Dentiste, vaudeville en un acte avec Philippe Gordeau

## Distinctions
- Officier d'Académie (arrêté du ministre de l'Instruction publique et des Beaux-Arts du 16 février 1899)[8]
- Officier de l'Instruction publique (arrêté du ministre de l'Instruction publique et des Beaux-Arts du 3 janvier 1904)[9].